# Coppa di Svizzera 2023-2024 (pallavolo femminile)
La Coppa di Svizzera 2023-2024, 60ª edizione della coppa nazionale svizzera di pallavolo femminile, si è svolta dal 31 agosto 2023 al 6 aprile 2024: al torneo hanno partecipato 124 squadre di club svizzere e la vittoria finale è andata per la terza volta, la seconda consecutiva, al Neuchâtel.

## Regolamento
- Alla competizioni sono state ammesse tutte le squadre impegnate nei campionati di livello nazionale, ossia la Lega Nazionale A, Lega Nazionale B e 1. Lega, oltre che quelle impegnate nei campionati di livello regionale, ossia la 2. Lega,la 3. Lega e la 4. Lega.
- Tutti gli incontri si svolgono in gara unica, sempre in casa della formazione di categoria più bassa, ad eccezione della finale, giocata in campo neutro; nel caso in cui due formazioni provenissero dalla stessa categoria, si gioca in casa di quella col peggior piazzamento nella stagione precedente.
- Le squadre di livello provinciale scendono in campo fin dal primo turno, quelle provenienti dalla 1. Lega debuttano al secondo turno, quelle provenienti dalla Lega Nazionale B al quinto turno e quelle provenienti dalla Lega Nazionale A agli ottavi di finale.

## Squadre partecipanti
| - Aadorf - Aarau - Academy - Amriswil - Andwil-Arnegg - Appenzeller Bären - Arbon - Arlesheim - Audax - Avenches - Bösingen - Bubendorf - Bulle - Burgdorf - Bütschwil - Chênois - Cheseaux - City Volley Basilea - Colombier - Cossonay - Düdingen - Eburo - Einsiedeln - Embrach - Emmen-Nord - Entre-deux-Lacs - Epalinges - Estavayer - Fortuna Bürglen - Franches-Montagnes - Fully | - Gelterkinden - Genève - Gerlafingen - Gibloux - Glaronia - Goldach - Grenchen - Grosshöchstetten - Gurmels - Herzogenbuchsee - Hitzkirch - Hochdorf Audacia - Horw - Interlaken - Jona - KJS Schaffhausen - Kanti - Kanti Baden - Köniz - Konolfingen - Künten - Küssnacht - La Côte - La Suze - Lägern Wettingen - Lancy - Langenthal - Langnau - Laufen - Le Locle - Les Cèdres | - Limmattal - Linth - Losanna UC - Lucerna - Lugano - Lunkhofen - Lutry-Lavaux - March - Mellingen - Merenschwand-Muri - Münchenbuchsee - Münsingen - Muri Berna - Murten - Mutschellen - Muttenz - Näfels - Neuchâtel - Neuenkirch - Nidau - Novartis - Oberdiessbach - Oerlikon - Orbe - Plan-les-Ouates - Rämi Zurigo - Rechthalten - Riehen - Rüschlikon - STB - San Gallo | - Satus Köniz - Schaffhausen - Seefeld Thun - Servette - Seuzach - Sierre - Sm'Aesch Pfeffingen - Smash Winterthur - St. Johann - Steinen - Steinhausen - Sursee - Swiss - Therwil - Thun - Toggenburg - Tornado Adliswil - Uettligen - Uni Berna - Uster - Uzwil - Viamala Thusis - Visp - Volero Aarberg - Volewa Wald - Welschenrohr - Wil - Wittenbach - Würenlingen - Zelgli Aarau - Züri Unterland |

## Torneo

### Tabellone (fase finale)
|  | Ottavi di finale    | Ottavi di finale |  |                    | Quarti di finale    | Quarti di finale |  |           | Semifinali | Semifinali |  |        | Finale    | Finale |
|  |                     |                  |  |                    |                     |                  |  |           |            |            |  |        |           |        |
|  | Epalinges           | 1                |  |                    |                     |                  |  |           |            |            |  |        |           |        |
|  | Epalinges           | 1                |  |                    |                     |                  |  |           |            |            |  |        |           |        |
|  | Academy             | 3                |  |                    |                     |                  |  |           |            |            |  |        |           |        |
|  | Academy             | 3                |  | Academy            | 0                   |                  |  |           |            |            |  |        |           |        |
|  |                     |                  |  | Academy            | 0                   |                  |  |           |            |            |  |        |           |        |
|  |                     |                  |  |                    | Lugano              | 3                |  |           |            |            |  |        |           |        |
|  | Lugano              | 3                |  |                    | Lugano              | 3                |  |           |            |            |  |        |           |        |
|  | Lugano              | 3                |  |                    |                     |                  |  |           |            |            |  |        |           |        |
|  | Glaronia            | 0                |  |                    |                     |                  |  |           |            |            |  |        |           |        |
|  | Glaronia            | 0                |  |                    |                     |                  |  | Lugano    | 3          |            |  |        |           |        |
|  |                     |                  |  |                    |                     |                  |  | Lugano    | 3          |            |  |        |           |        |
|  |                     |                  |  |                    |                     |                  |  |           | Genève     | 0          |  |        |           |        |
|  | Servette            | 1                |  |                    |                     |                  |  |           | Genève     | 0          |  |        |           |        |
|  | Servette            | 1                |  |                    |                     |                  |  |           |            |            |  |        |           |        |
|  | Cheseaux            | 3                |  |                    |                     |                  |  |           |            |            |  |        |           |        |
|  | Cheseaux            | 3                |  | Cheseaux           | 2                   |                  |  |           |            |            |  |        |           |        |
|  |                     |                  |  |                    |                     |                  |  |           |            |            |  |        |           |        |
|  |                     |                  |  |                    | Genève              | 3                |  |           |            |            |  |        |           |        |
|  | Volero Aarberg      | 0                |  |                    |                     |                  |  |           |            |            |  |        |           |        |
|  | Volero Aarberg      | 0                |  |                    |                     |                  |  |           |            |            |  |        |           |        |
|  | Genève              | 3                |  |                    |                     |                  |  |           |            |            |  |        |           |        |
|  | Genève              | 3                |  |                    |                     |                  |  |           |            |            |  | Lugano | 0         |        |
|  |                     |                  |  |                    |                     |                  |  |           |            |            |  | Lugano | 0         |        |
|  |                     |                  |  |                    |                     |                  |  |           |            |            |  |        | Neuchâtel | 3      |
|  | Neuchâtel           | 3                |  |                    |                     |                  |  |           |            |            |  |        | Neuchâtel | 3      |
|  | Neuchâtel           | 3                |  |                    |                     |                  |  |           |            |            |  |        |           |        |
|  | Kanti               | 2                |  |                    |                     |                  |  |           |            |            |  |        |           |        |
|  | Kanti               | 2                |  | Neuchâtel          | 3                   |                  |  |           |            |            |  |        |           |        |
|  |                     |                  |  | Neuchâtel          | 3                   |                  |  |           |            |            |  |        |           |        |
|  |                     |                  |  |                    | Sm'Aesch Pfeffingen | 0                |  |           |            |            |  |        |           |        |
|  | Kanti Baden         | 1                |  |                    |                     |                  |  |           |            |            |  |        |           |        |
|  | Kanti Baden         | 1                |  |                    |                     |                  |  |           |            |            |  |        |           |        |
|  | Sm'Aesch Pfeffingen | 3                |  |                    |                     |                  |  |           |            |            |  |        |           |        |
|  | Sm'Aesch Pfeffingen | 3                |  |                    |                     |                  |  | Neuchâtel | 3          |            |  |        |           |        |
|  |                     |                  |  |                    |                     |                  |  | Neuchâtel | 3          |            |  |        |           |        |
|  |                     |                  |  |                    |                     |                  |  |           | Düdingen   | 2          |  |        |           |        |
|  | Franches-Montagnes  | 3                |  |                    |                     |                  |  |           | Düdingen   | 2          |  |        |           |        |
|  | Franches-Montagnes  | 3                |  |                    |                     |                  |  |           |            |            |  |        |           |        |
|  | Toggenburg          | 1                |  |                    |                     |                  |  |           |            |            |  |        |           |        |
|  | Toggenburg          | 1                |  | Franches-Montagnes | 0                   |                  |  |           |            |            |  |        |           |        |
|  |                     |                  |  | Franches-Montagnes | 0                   |                  |  |           |            |            |  |        |           |        |
|  |                     |                  |  |                    | Düdingen            | 3                |  |           |            |            |  |        |           |        |
|  | Aadorf              | 0                |  |                    | Düdingen            | 3                |  |           |            |            |  |        |           |        |
|  | Aadorf              | 0                |  |                    |                     |                  |  |           |            |            |  |        |           |        |
|  | Düdingen            | 3                |  |                    |                     |                  |  |           |            |            |  |        |           |        |
|  | Düdingen            | 3                |  |                    |                     |                  |  |           |            |            |  |        |           |        |

### Risultati

#### Primo turno
| 28 settembre 2023 ?, ? Durata: ? - Spettatori: ?                                           | Lancy            | 3 - 1 | Les Cèdres          | ?                                 |
| 25 settembre 2023 Salle du Communal 1, Le Locle Durata: ? - Spettatori: ?                  | Le Locle         | 3 - 2 | Entre-deux-Lacs     | 22-25, 25-14, 23-25, 26-24, 15-8  |
| 30 settembre 2023 Centre Sportif Sous-Moulin, Thônex Durata: ? - Spettatori: ?             | Chênois          | 1 - 3 | La Côte             | 19-25, 19-25, 27-25, 18-25        |
| 25 settembre 2023 Salle omnisport du Puisoir, Orbe Durata: ? - Spettatori: ?               | Orbe             | 0 - 3 | Plan-les-Ouates     | 13-25, 12-25, 4-25                |
| 1º settembre 2023 Collège de la Place d'Armes, Yverdon-les-Bains Durata: ? - Spettatori: ? | Eburo            | 0 - 3 | Colombier           | 15-25, 11-25, 9-25                |
| 31 agosto 2023 Omnisports Glariers, Sierre Durata: ? - Spettatori: ?                       | Sierre           | 3 - 0 | Nidau               | 25-0, 25-0, 25-0                  |
| 15 settembre 2023 Salle de Sport de Corsy, Lutry Durata: ? - Spettatori: ?                 | Lutry-Lavaux     | 3 - 0 | Fully               | 25-19, 25-15, 25-20               |
| 30 settembre 2023 Halle des sports Sous-Ville, Avenches Durata: ? - Spettatori: ?          | Avenches         | 1 - 3 | Gerlafingen         | 19-25, 25-21, 14-25, 23-25        |
| 15 settembre 2023 SSK Cordast, Gurmels Durata: ? - Spettatori: ?                           | Gurmels          | 0 - 3 | Konolfingen         | 11-25, 13-25, 21-25               |
| 21 settembre 2023 Lindenfeld, Burgdorf Durata: ? - Spettatori: ?                           | Burgdorf         | 3 - 0 | Estavayer           | 25-13, 25-16, 25-13               |
| 20 settembre 2023 Ecole primaire de la Condémine, Bulle Durata: ? - Spettatori: ?          | Bulle            | 0 - 3 | Satus Köniz         | 10-25, 10-25, 10-25               |
| 7 settembre 2023 Alpenweg, Grosshöchstetten Durata: ? - Spettatori: ?                      | Grosshöchstetten | 3 - 0 | Rechthalten         | 25-15, 25-12, 25-19               |
| 1º settembre 2023 Schönau, Berna Durata: ? - Spettatori: ?                                 | STB              | 1 - 3 | Bösingen            | 25-17, 14-25, 21-25, 19-25        |
| 12 settembre 2023 Mittelholz, Herzogenbuchsee Durata: ? - Spettatori: ?                    | Herzogenbuchsee  | 2 - 3 | Langnau             | 25-12, 25-23, 27-29, 22-25, 13-15 |
| 11 settembre 2023 MZH Dünnenhof, Welschenrohr Durata: ? - Spettatori: ?                    | Welschenrohr     | 0 - 3 | Seefeld Thun        | 24-26, 19-25, 17-25               |
| 15 settembre 2023 Lindenallee, Interlaken Durata: ? - Spettatori: ?                        | Interlaken       | 0 - 3 | Muri Berna          | 9-25, 15-25, 9-25                 |
| 19 settembre 2023 Zehntenhof, Wettingen Durata: ? - Spettatori: ?                          | Lägern Wettingen | 1 - 3 | Neuenkirch          | 25-16, 11-25, 19-25, 11-25        |
| 14 settembre 2023 Sunnegrund, Steinhausen Durata: ? - Spettatori: ?                        | Steinhausen      | 3 - 0 | Emmen-Nord          | 25-15, 25-18, 25-9                |
| 14 settembre 2023 Horwer-Halle, Horw Durata: ? - Spettatori: ?                             | Horw             | 3 - 1 | City Volley Basilea | 25-18, 22-25, 25-22, 25-20        |
| 26 settembre 2023 Weissenstein, Würenlingen Durata: ? - Spettatori: ?                      | Würenlingen      | 1 - 3 | Lunkhofen           | 26-24, 12-25, 18-25, 20-25        |
| 18 settembre 2023 Sappeten, Bubendorf Durata: ? - Spettatori: ?                            | Bubendorf        | 3 - 2 | Merenschwand-Muri   | 12-25, 28-26, 25-19, 11-25, 15-12 |
| 19 settembre 2023 Seemättli, Muttenz Durata: ? - Spettatori: ?                             | Novartis         | 0 - 3 | Riehen              | 19-25, 13-25, 18-25               |
| 30 settembre 2023 Sporthalle Baldegg, Hochdorf Durata: ? - Spettatori: ?                   | Hochdorf Audacia | 3 - 1 | Steinen             | 25-23, 21-25, 25-16, 25-13        |
| 21 settembre 2023 Kriegacker, Muttenz Durata: ? - Spettatori: ?                            | Muttenz          | 1 - 3 | Fortuna Bürglen     | 25-22, 19-25, 16-25, 16-25        |
| 13 settembre 2023 Mehrzweckhalle, Künten Durata: ? - Spettatori: ?                         | Künten           | 2 - 3 | Mutschellen         | 25-19, 11-25, 25-19, 11-25, 6-15  |
| 27 settembre 2023 Ebnet, Küssnacht Durata: ? - Spettatori: ?                               | Küssnacht        | 2 - 3 | Zelgli Aarau        | 25-18, 23-25, 14-25, 25-20, 12-15 |
| 21 settembre 2023 Turnhalle St. Johann, Basilea Durata: ? - Spettatori: ?                  | St. Johann       | 0 - 3 | Gelterkinden        | 16-25, 22-25, 13-25               |
| 24 settembre 2023 Sporthalle Gymnasium, Laufen Durata: ? - Spettatori: ?                   | Laufen           | 3 - 0 | Mellingen           | 25-19, 25-13, 25-20               |
| 22 settembre 2023 Turnhalle Aargauerstrasse, Hitzkirch Durata: ? - Spettatori: ?           | Hitzkirch        | 0 - 3 | Arlesheim           | 0-25, 0-25, 0-25                  |
| 24 settembre 2023 Hohberg, Sciaffusa Durata: ? - Spettatori: ?                             | KJS Schaffhausen | 0 - 3 | Wittenbach          | 16-25, 18-25, 19-25               |
| 25 settembre 2023 Sporthalle Elba, Wald Durata: ? - Spettatori: ?                          | Volewa Wald      | 0 - 3 | Einsiedeln          | 18-25, 16-25, 16-25               |
| 21 settembre 2023 KRH G, Zurigo Durata: ? - Spettatori: ?                                  | Rämi Zurigo      | 0 - 3 | Smash Winterthur    | 6-25, 14-25, 20-25                |
| 14 settembre 2023 Sporthalle Tellenfeld, Amriswil Durata: ? - Spettatori: ?                | Amriswil         | 0 - 3 | Appenzeller Bären   | 20-25, 23-25, 15-25               |
| 19 settembre 2023 Breite, Bütschwil Durata: ? - Spettatori: ?                              | Bütschwil        | 2 - 3 | Linth               | 25-20, 25-22, 20-25, 22-25, 9-15  |
| 20 settembre 2023 Primarschulhaus Ebnet, Embrach Durata: ? - Spettatori: ?                 | Embrach          | 3 - 0 | Wil                 | 25-22, 25-20, 25-23               |
| 15 settembre 2023 Novalishalle, Näfels Durata: ? - Spettatori: ?                           | Näfels           | 0 - 3 | Goldach             | 7-25, 9-25, 15-25                 |
| 20 settembre 2023 Sporthalle Tellenfeld, Amriswil Durata: ? - Spettatori: ?                | Audax            | 0 - 3 | March               | 18-25, 16-25, 22-25               |
| 20 settembre 2023 Schulturnhalle Spitz, Kloten Durata: ? - Spettatori: ?                   | Swiss            | 3 - 2 | Schaffhausen        | 25-22, 18-25, 25-16, 19-25, 15-12 |
| 23 settembre 2023 Hofern, Adliswil Durata: ? - Spettatori: ?                               | Tornado Adliswil | 3 - 0 | Uzwil               | 25-12, 25-18, 25-15               |
| 24 settembre 2023 Halden, Seuzach Durata: ? - Spettatori: ?                                | Seuzach          | 0 - 3 | Viamala Thusis      | 7-25, 22-25, 14-25                |
| 20 settembre 2023 Kantonsschule Zürich Nord, Zurigo Durata: ? - Spettatori: ?              | Oerlikon         | 0 - 3 | Limmattal           | 11-25, 15-25, 17-25               |
| 23 settembre 2023 Bergli, Arbon Durata: ? - Spettatori: ?                                  | Arbon            | 1 - 3 | Uster               | 27-29, 25-21, 24-26, 22-25        |

#### Secondo turno
| 15 ottobre 2023 Collège Mme de Staël, Carouge Durata: ? - Spettatori: ?              | Plan-les-Ouates  | 3 - 0 | Sierre            | 25-7, 25-11, 25-15                |
| 11 ottobre 2023 Salle de Sport de Corsy, Lutry Durata: ? - Spettatori: ?             | Lutry-Lavaux     | 2 - 3 | Losanna UC        | 25-20, 15-25, 21-25, 29-27, 11-15 |
| 5 ottobre 2023 Cort'Agora, Cortaillod Durata: ? - Spettatori: ?                      | Colombier        | 3 - 2 | La Suze           | 25-18, 14-25, 25-21, 21-25, 15-13 |
| 8 ottobre 2023 Salle du Communal, Le Locle Durata: ? - Spettatori: ?                 | Le Locle         | 1 - 3 | Epalinges         | 19-25, 25-23, 12-25, 16-25        |
| 11 ottobre 2023 Collège des Tuillières, Gland Durata: ? - Spettatori: ?              | La Côte          | 3 - 2 | Lancy             | 15-25, 25-22, 18-25, 25-18, 15-10 |
| 9 ottobre 2023 Alpenweg, Grosshöchstetten Durata: ? - Spettatori: ?                  | Grosshöchstetten | 0 - 3 | Uni Berna         | 19-25, 13-25, 17-25               |
| 9 ottobre 2023 Buchsee, Köniz Durata: ? - Spettatori: ?                              | Satus Köniz      | 1 - 3 | Volero Aarberg    | 15-25, 22-25, 25-12, 22-25        |
| 5 ottobre 2023 Lindenfeld, Burgdorf Durata: ? - Spettatori: ?                        | Burgdorf         | 0 - 3 | Langenthal        | 24-26, 19-25, 15-25               |
| 9 ottobre 2023 Turnhalle Prehl, Murten Durata: ? - Spettatori: ?                     | Murten           | 3 - 0 | Gibloux           | 25-20, 25-10, 25-17               |
| 20 settembre 2023 DH Zentrum, Grenchen Durata: ? - Spettatori: ?                     | Seefeld Thun     | 1 - 3 | Grenchen          | 25-20, 12-25, 12-25, 20-25        |
| 18 settembre 2023 Spielhalle, Bösingen Durata: ? - Spettatori: ?                     | Bösingen         | 1 - 3 | Münsingen         | 18-25, 9-25, 25-23, 18-25         |
| 9 ottobre 2023 ISB, Muri bei Bern Durata: ? - Spettatori: ?                          | Muri Berna       | 0 - 3 | Uettligen         | 22-25, 18-25, 23-25               |
| 3 ottobre 2023 Stockhorn, Konolfingen Durata: ? - Spettatori: ?                      | Konolfingen      | 0 - 3 | Oberdiessbach     | 15-25, 18-25, 15-25               |
| 15 ottobre 2023 Sporthalle Oberfeld, Langnau im Emmental Durata: ? - Spettatori: ?   | Langnau          | 0 - 3 | Thun              | 9-25, 14-25, 9-25                 |
| 15 ottobre 2023 Kirchacker, Gerlafingen Durata: ? - Spettatori: ?                    | Gerlafingen      | 0 - 3 | Münchenbuchsee    | 20-25, 18-25, 24-26               |
| 10 ottobre 2023 Sporthalle Baldegg, Hochdorf Durata: ? - Spettatori: ?               | Hochdorf Audacia | 2 - 3 | Neuenkirch        | 25-20, 15-25, 28-26, 21-25, 8-15  |
| 15 ottobre 2023 MZH Bubendorf, Bubendorf Durata: ? - Spettatori: ?                   | Bubendorf        | 1 - 3 | Arlesheim         | 11-25, 25-23, 15-25, 20-25        |
| 10 ottobre 2023 Sporthalle Hofmatt, Gelterkinden Durata: ? - Spettatori: ?           | Gelterkinden     | 3 - 0 | Zelgli Aarau      | 25-22, 25-20, 25-21               |
| 5 ottobre 2023 Horwer-Halle, Horw Durata: ? - Spettatori: ?                          | Horw             | 1 - 3 | Lunkhofen         | 21-25, 16-25, 25-21, 20-25        |
| 15 ottobre 2023 Sporthalle Niederholz, Riehen Durata: ? - Spettatori: ?              | Riehen           | 3 - 0 | Sursee            | 23-25, 11-25, 10-25               |
| 5 ottobre 2023 Sunnegrund, Steinhausen Durata: ? - Spettatori: ?                     | Steinhausen      | 3 - 2 | Mutschellen       | 25-22, 19-25, 22-25, 25-21, 15-13 |
| 6 ottobre 2023 Sporthalle Sekundarschule Laufental, Laufen Durata: ? - Spettatori: ? | Laufen           | 3 - 0 | Fortuna Bürglen   | 25-19, 25-15, 25-20               |
| 6 ottobre 2023 Schulturnhalle Spitz, Kloten Durata: ? - Spettatori: ?                | Swiss            | 0 - 3 | March             | 18-25, 12-25, 14-25               |
| 2 ottobre 2023 Kantonsschule Limmattal, Urdorf Durata: ? - Spettatori: ?             | Limmattal        | 3 - 1 | Andwil-Arnegg     | 25-20, 25-19, 23-25, 25-20        |
| 2 ottobre 2023 Krämeracker, Uster Durata: ? - Spettatori: ?                          | Uster            | 0 - 3 | Goldach           | 11-25, 13-25, 15-25               |
| 4 ottobre 2023 Primarschulhaus Ebnet, Embrach Durata: ? - Spettatori: ?              | Embrach          | 0 - 3 | Smash Winterthur  | 13-25, 9-25, 15-25                |
| 28 settembre 2023 Grünfeld, Jona Durata: ? - Spettatori: ?                           | Jona             | 1 - 3 | Rüschlikon        | 25-21, 19-25, 11-25, 22-25        |
| 4 ottobre 2023 Sand, Schmerikon Durata: ? - Spettatori: ?                            | Linth            | 0 - 3 | Appenzeller Bären | 5-25, 11-25, 12-25                |
| 3 ottobre 2023 OZ Grünau, Wittenbach Durata: ? - Spettatori: ?                       | Wittenbach       | 0 - 3 | Tornado Adliswil  | 15-25, 16-25, 13-25               |
| 9 ottobre 2023 Turnhalle Schule Euthal, Euthal Durata: ? - Spettatori: ?             | Einsiedeln       | 3 - 1 | Viamala Thusis    | 25-20, 24-26, 25-14, 25-15        |

#### Terzo turno
| 6 ottobre 2023 Schule Uettligen Neu, Uettligen Durata: ? - Spettatori: ?         | Uettligen         | 3 - 2 | Oberdiessbach    | 22-25, 25-21, 18-25, 25-20, 16-14 |
| 16 ottobre 2023 Turnhalle HPS, Langenthal Durata: ? - Spettatori: ?              | Uni Berna         | 3 - 1 | Langenthal       | 25-18, 25-23, 23-25, 25-20        |
| 19 ottobre 2023 Ecole Le-Sapay, Plan-les-Ouates Durata: ? - Spettatori: ?        | Plan-les-Ouates   | 3 - 0 | Colombier        | 25-13, 25-15, 25-10               |
| 27 ottobre 2023 Collège des Tuillières, Gland Durata: ? - Spettatori: ?          | La Côte           | 1 - 3 | Volero Aarberg   | 6-25, 25-19, 19-25, 16-25         |
| 23 ottobre 2023 DH Zentrum, Grenchen Durata: ? - Spettatori: ?                   | Grenchen          | 3 - 1 | Murten           | 25-15, 20-25, 25-21, 25-22        |
| 23 ottobre 2023 Sporthalle Schadau, Thun Durata: ? - Spettatori: ?               | Thun              | 1 - 3 | Münchenbuchsee   | 21-25, 22-25, 25-21, 9-25         |
| 11 ottobre 2023 Sporthalle Schlossmatt, Münsingen Durata: ? - Spettatori: ?      | Münsingen         | 3 - 0 | Cossonay         | 25-12, 25-12, 25-17               |
| 25 ottobre 2023 Centre sportif Unil CSS, Saint-Sulpice Durata: ? - Spettatori: ? | Losanna UC        | 0 - 3 | Epalinges        | 13-25, 13-25, 22-25               |
| 26 ottobre 2023 MZH Hagenbuchen, Arlesheim Durata: ? - Spettatori: ?             | Arlesheim         | 0 - 3 | Sursee           | 26-28, 16-25, 18-25               |
| 22 ottobre 2023 Sporthalle Grünau, Neuenkirch Durata: ? - Spettatori: ?          | Neuenkirch        | 3 - 1 | Limmattal        | 25-18, 25-23, 19-25, 25-16        |
| 29 ottobre 2023 Bachfeld, Goldach Durata: ? - Spettatori: ?                      | Goldach           | 3 - 0 | Einsiedeln       | 25-15, 25-19, 25-17               |
| 17 ottobre 2023 MPS, Siebnen Durata: ? - Spettatori: ?                           | March             | 0 - 3 | San Gallo        | 17-25, 20-25, 12-25               |
| 24 ottobre 2023 Turnhalle, Oberlunkhofen Durata: ? - Spettatori: ?               | Lunkhofen         | 1 - 3 | Rüschlikon       | 22-25, 25-20, 19-25, 18-25        |
| 26 ottobre 2023 Hofern, Adliswil Durata: ? - Spettatori: ?                       | Tornado Adliswil  | 0 - 3 | Steinhausen      | 17-25, 22-25, 19-25               |
| 23 ottobre 2023 Sporthalle Hofmatt, Gelterkinden Durata: ? - Spettatori: ?       | Gelterkinden      | 0 - 3 | Laufen           | 12-25, 13-25, 9-25                |
| 24 ottobre 2023 Sporthalle Wühre, Appenzell Durata: ? - Spettatori: ?            | Appenzeller Bären | 0 - 3 | Smash Winterthur | 18-25, 20-25, 22-25               |

#### Quarto turno
| 6 novembre 2023 Sporthalle AARfit, Aarberg Durata: ? - Spettatori: ?      | Volero Aarberg  | 3 - 0 | Münsingen  | 25-23, 25-23, 25-16        |
| 8 novembre 2023 DH Zentrum, Grenchen Durata: ? - Spettatori: ?            | Grenchen        | 1 - 3 | Epalinges  | 25-21, 19-25, 22-25, 14-25 |
| 9 novembre 2023 Ecole Le-Sapay, Plan-les-Ouates Durata: ? - Spettatori: ? | Plan-les-Ouates | 3 - 1 | Uettligen  | 25-22, 25-16, 21-25, 26-24 |
| 7 novembre 2023 Sunnegrund, Steinhausen Durata: ? - Spettatori: ?         | Steinhausen     | 1 - 3 | Rüschlikon | 21-25, 23-25, 25-23, 22-25 |
| 9 novembre 2023 Sempach-Station, Neuenkirch Durata: ? - Spettatori: ?     | Neuenkirch      | 1 - 3 | San Gallo  | 22-25, 25-17, 19-25, 23-25 |
| 5 novembre 2023 Bachfeld, Goldach Durata: ? - Spettatori: ?               | Goldach         | 3 - 1 | Laufen     | 25-19, 23-25, 26-24, 25-23 |

#### Quinto turno
| 26 novembre 2023 Maurice Lacroix Arena, Saignelégier Durata: 0h:57 - Spettatori: 198 | Franches-Montagnes | 3 - 0 | Lucerna        | 25-14, 25-14, 25-9         |
| 26 novembre 2023 Zinzikon, Winterthur Durata: ? - Spettatori: ?                      | Smash Winterthur   | 0 - 3 | Servette       | 22-25, 14-25, 19-25        |
| 26 novembre 2023 Berufsschule BSA, Aarau Durata: ? - Spettatori: ?                   | Aarau              | 0 - 3 | Züri Unterland | 22-25, 20-25, 22-25        |
| 26 novembre 2023 Sporthalle AARfit, Aarberg Durata: ? - Spettatori: ?                | Volero Aarberg     | 3 - 0 | San Gallo      | 25-22, 25-14, 25-20        |
| 26 novembre 2023 Sporthalle ZSSW, Berna Durata: ? - Spettatori: ?                    | Uni Berna          | 0 - 3 | Kanti Baden    | 12-25, 14-25, 20-25        |
| 26 novembre 2023 Sporthalle Weissenstein, Berna Durata: 1h:07 - Spettatori: ?        | Köniz              | 3 - 0 | Visp           | 25-18, 25-17, 25-19        |
| 26 novembre 2023 Salle de sport Bois-Murat, Epalinges Durata: ? - Spettatori: ?      | Epalinges          | 3 - 1 | Münchenbuchsee | 25-19, 25-16, 21-25, 25-14 |
| 26 novembre 2023 Salle Omnisport Petit Lancy, Ginevra Durata: ? - Spettatori: ?      | Plan-les-Ouates    | 0 - 3 | Rüschlikon     | 16-25, 17-25, 20-25        |
| 26 novembre 2023 Sporthalle Schenkon, Schenkon Durata: ? - Spettatori: ?             | Sursee             | 1 - 3 | Aadorf         | 29-27, 17-25, 23-25, 15-25 |

#### Sesto turno
| 10 dicembre 2023 Salles Ecole des Racettes, Onex Durata: 1h:21 - Spettatori: 30      | Servette           | 3 - 1 | Therwil        | 23-25, 25-13, 25-12, 25-15 |
| 10 dicembre 2023 Bachfeld, Goldach Durata: ? - Spettatori: ?                         | Goldach            | 0 - 3 | Aadorf         | 15-25, 15-25, 18-25        |
| 10 dicembre 2023 Maurice Lacroix Arena, Saignelégier Durata: 1h:11 - Spettatori: 397 | Franches-Montagnes | 3 - 0 | Köniz          | 25-22, 25-22, 25-20        |
| 10 dicembre 2023 Salle de la Croix-Blanche, Epalinges Durata: ? - Spettatori: ?      | Epalinges          | 3 - 1 | Züri Unterland | 25-20, 25-17, 20-25, 25-20 |
| 10 dicembre 2023 Sporthalle AARfit, Aarberg Durata: ? - Spettatori: ?                | Volero Aarberg     | 3 - 0 | Rüschlikon     | 25-22, 25-15, 25-17        |

#### Ottavi di finale
| 14 gennaio 2024 Salles Ecole des Racettes, Onex Durata: ? - Spettatori: 250         | Servette           | 1 - 3 | Cheseaux            | 13-25, 11-25, 25-23, 13-25        |
| 14 gennaio 2024 Nespoly, Lyss Durata: ? - Spettatori: ?                             | Volero Aarberg     | 0 - 3 | Genève              | 14-25, 14-25, 24-26               |
| 14 gennaio 2024 Halle de la Riveraine, Neuchâtel Durata: 1h:45 - Spettatori: 710    | Neuchâtel          | 3 - 2 | Kanti               | 20-25, 25-22, 23-25, 25-17, 15-12 |
| 14 gennaio 2024 Maurice Lacroix Arena, Saignelégier Durata: 1h:41 - Spettatori: 568 | Franches-Montagnes | 3 - 1 | Toggenburg          | 25-18, 16-25, 25-20, 25-22        |
| 14 gennaio 2024 Kantonsschule, Baden Durata: 1h:17 - Spettatori: 200                | Kanti Baden        | 1 - 3 | Sm'Aesch Pfeffingen | 16-25, 25-16, 16-25, 18-25        |
| 14 gennaio 2024 Palestra Palamondo, Cadempino Durata: 1h:13 - Spettatori: 350       | Lugano             | 3 - 0 | Glaronia            | 25-20, 27-25, 25-18               |
| 14 gennaio 2024 Salle de la Croix-Blanche, Epalinges Durata: ? - Spettatori: ?      | Epalinges          | 1 - 3 | Academy             | 23-25, 16-25, 25-22, 16-25        |
| 14 gennaio 2024 Sporthalle Löhracker, Aadorf Durata: 1h:13 - Spettatori: ?          | Aadorf             | 0 - 3 | Düdingen            | 15-25, 19-25, 18-25               |

#### Quarti di finale
| 28 gennaio 2024 Sporthalle Ruebisbach Halle, Kloten Durata: 1h:13 - Spettatori: ?   | Academy            | 0 - 3 | Lugano              | 20-25, 26-28, 17-25               |
| 28 gennaio 2024 Salle Derrière-la-Ville 5, Cheseaux Durata: 1h:57 - Spettatori: 600 | Cheseaux           | 2 - 3 | Genève              | 25-21, 20-25, 22-25, 25-22, 11-15 |
| 28 gennaio 2024 Maurice Lacroix Arena, Saignelégier Durata: 1h:16 - Spettatori: 700 | Franches-Montagnes | 0 - 3 | Düdingen            | 15-25, 24-26, 23-25               |
| 28 gennaio 2024 Halle de la Riveraine, Neuchâtel Durata: 0h:56 - Spettatori: 1 050  | Neuchâtel          | 3 - 0 | Sm'Aesch Pfeffingen | 25-16, 25-18, 25-17               |

#### Semifinali
| 11 febbraio 2024 Scuole Elementari Nosedo, Massagno Durata: 1h:08 - Spettatori: 500 | Lugano    | 3 - 0 | Genève   | 25-21, 25-16, 25-19               |
| 11 febbraio 2024 Halle de la Riveraine, Neuchâtel Durata: 1h:46 - Spettatori: 1 355 | Neuchâtel | 3 - 2 | Düdingen | 19-25, 25-13, 29-27, 20-25, 16-14 |

#### Finale
| 6 aprile 2024 Axa-Arena, Winterthur Durata: 0h:56 - Spettatori: 2 000 | Lugano | 0 - 3 | Neuchâtel | 20-25, 10-25, 19-25 |